# Mazama jucunda
Mazama jucunda is een zoogdier uit de familie van de hertachtigen (Cervidae). De wetenschappelijke naam van de soort werd voor het eerst geldig gepubliceerd door Oldfield Thomas in 1913.